# Gudrun Burwitzová
Gudrun Burwitzová (rozená Himmlerová, celým jménem německy Gudrun Margarete Elfriede Emma Anna Burwitz; 8. srpna 1929 Mnichov – 24. května 2018 Mnichov) byla dcera Heinricha Himmlera, Reichsführera-SS, vrcholného představitele Národně socialistické německé dělnické strany (NSDAP) a autora tzv. konečného řešení židovské otázky. Jako jeden z mála potomků čelných německých nacistů a válečných zločinců se nikdy nerozešla s nacistickou ideologií a naopak ji celý život otevřeně hájila.

## Život

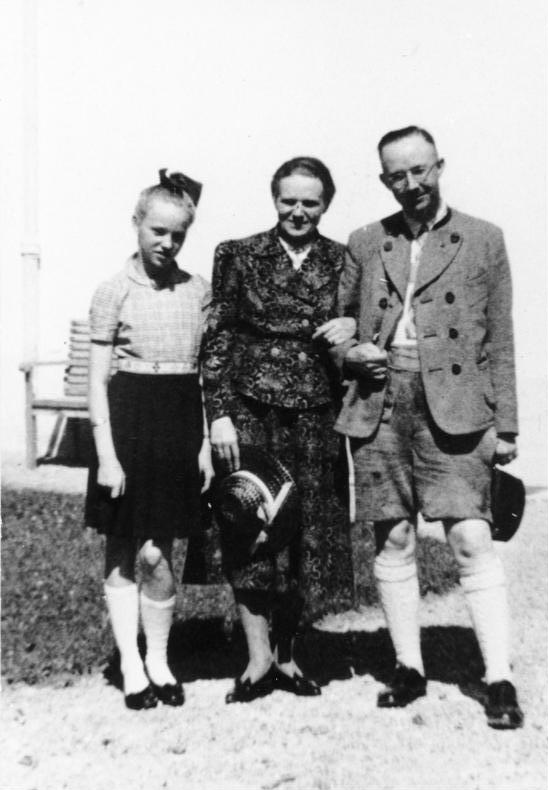
Heinrich Himmler, manželka Margarete a dcera Gudrun

Gudruninými rodiči byl Heinrich Himmler a jeho manželka Margarete Siegroth, rozená Boden. Byla jejich jediným společným dítětem, ačkoliv si její rodiče později adoptovali i syna. Sám její otec měl ale několik nemanželských dětí se svou sekretářkou Hedvikou Potthast.
Heinrich Himmler zbožňoval svoji dceru a pravidelně ji nechával letecky přepravovat z jejího domova v Mnichově do své kanceláře v Berlíně. Když zrovna nebyla v Berlíně, často jí volal a psal jí každý den. Přezdíval ji „Püppi“ a tato přezdívka ji provázela celým životem. Při některých služebních povinnostech svého otce doprovázela.
Dne 23. května 1945 její otec ukončil svůj život rozkousnutím skryté kyanidové kapsle. V té době byl v britském zajetí a jeho dcera zarputile prohlašovala, že její otec byl zavražděn. Po skončení druhé světové války byla Gudrun a její matka zatčeny Američany a přemisťovány mezi bývalými koncentračními tábory ve Francii, Itálii i Německu. Během Norimberského procesu ale byla uznána nevinnou a propuštěna. Nikdy se ovšem nezřekla nacistické ideologie, soustavně bojovala za očištění pověsti svého otce. Zůstala poblíž neonacistickým skupinám tím, že podporovala bývalé členy SS.
Gudrun se provdala za novináře Wulfa Dietera Burwitze, funkcionáře bavorské sekce krajně pravicové strany NPD. Měli spolu dvě děti. Od roku 1951 byla členkou Stille Hilfe. Tato organizace zajišťovala podporu nacistickým zločincům po jejich zatčení. Díky ní například unikl trestu Anton Malloth, kterému zařídila i pobyt v pečovatelském domě na jižním okraji Mnichova.
V roce 1952 se podílela na založení neonacistické mládežnické organizace Wiking-Jugend, která byla organizována podle vzoru Hitlerjugend.
Po celá desetiletí byla v Stille Hilfe prominentní veřejnou osobností. Při různých setkáních, například na každoročním srazu veteránů Wehrmachtu a Waffen-SS na hoře Ulrichsberg v Korutanech, měla status hvězdy i autority. Oliver Schröm, autor knihy o Stille Hilfe, ji popsal jako „nádhernou nacistickou princeznu“.